# Jem (serie animata)
Jem (Jem and the Holograms) è una serie animata statunitense, prodotta da una collaborazione fra la Hasbro e la Sunbow e trasmessa tra l'ottobre 1985 e il maggio 1988. La serie fu accompagnata da una linea di bambole, Jem and the Holograms - Truly Outrageous!, distribuita dalla Hasbro.
In Italia è stata trasmessa in prima visione su Italia 1 dal marzo 1987. È stata pubblicata in VHS nel corso degli anni dalla Stardust e dalla MTC Medianetwork Communication.

## Trama
Jerrica Benton ha ereditato dal padre, Emmett Benton, la Starlight Music, una casa discografica rovinosamente in bolletta. Tuttavia fra i lasciti del padre c'è anche Energy (Synergy, in originale), un potentissimo computer dotato di personalità umana, che dona a Jerrica la possibilità di trasformarsi in Jem, una vera rockstar. Jem si può avvalere della collaborazione del gruppo delle Holograms, composto dalla sorella tastierista, Kimber Benton, e dalle sue amiche la chitarrista, Aja Leith, e la batterista e bassista, Shana Elmsford. Jem e le Holograms ottengono un successo tale da riuscire coi proventi a sostenere anche la Starlight House, l'orfanotrofio di cui si occupava il padre di Jerrica.
Tuttavia la doppia identità di Jerrica la mette in crisi col fidanzato, nonché tuttofare della Starlight, Rio Pacheco, che seppur innamorato di Jerrica, subisce anche il fascino della bellissima Jem. Inoltre Eric Raymond, ex-socio di Emmett, ha intenzione di mettere i bastoni fra le ruote a Jerrica, lanciando sul mercato le Misfits, gruppo rivale delle Holograms, formato dalla vocalist e chitarrista, Phyllis "Pizzazz" Gabor, la bassista Roxanne "Roxy" Pelligrini e la tastierista Mary "Stormer" Phillips.

## Personaggi e doppiatori

Jem e le Holograms. Da sinistra verso destra: Aja, Shana, Jem, Kimber e Raya

| Personaggio                            | Voce inglese                                    | Voce italiana        |
| -------------------------------------- | ----------------------------------------------- | -------------------- |
| Jerrica Benton / Jem                   | Samantha Newark, Britta Phillips (canto)        | Donatella Fanfani    |
| Kimber Benton                          | Cathianne Blore, Florence Warner (canto)        | Patrizia Salmoiraghi |
| Aja Leith                              | Cathianne Blore                                 | Marcella Silvestri   |
| Shana Elmsford                         | Cindy McGee                                     | Dania Cericola       |
| Carmen "Raya" Alonzo (Raja)            | Linda Dangcil                                   | Daniela Fava         |
| Synergy (Energy)                       | Marlene Aragon                                  | Tullia Piredda       |
| Phyllis "Pizzazz" Gabor (Pizza)        | Patricia Alice Albrecht, Ellen Bernfeld (canto) | Paola Maralli        |
| Roxanne "Roxy" Pelligrini (Pellegrini) | Bobbie Block, Ellen Bernfeld (canto)            | Lisa Mazzotti        |
| Mary "Stormer" Phillips                | Susan Blu, Lani Groves (canto)                  | Daniela Trapelli     |
| Sheila "Jetta" Burns                   | Louise Dorsey                                   | Adriana Libretti     |
| Rio Pacheco                            | Michael Sheehan                                 | Gianfranco Gamba     |
| Eric Raymond                           | Charlie Adler                                   | Tony Fuochi          |
| Rory "Riot" Llewelyn                   | Townsend Coleman, Gordon Grody (canto)          | Paolo Marchese       |
| Phoebe "Rapture" Ashe                  | Ellen Gerstell, Vicki Sue Robinson (canto)      | Alessandra Karpoff   |
| Ingrid "Minx" Kruger                   | Kath Soucie                                     | Valeria Falcinelli   |
| Jaqui Benton                           | Marlene Aragon, Angela Cappelli (canto)         |                      |

## Episodi
La serie è composta in totale da 65 episodi, divisi arbitrariamente in tre stagioni, ed è stata trasmessa negli Stati Uniti in Syndication dal 6 ottobre 1985 al 2 maggio 1988. In particolare la serie iniziò con 15 mini-episodi da 5 minuti, che in seguito vennero rimontati per costituire i primi 5 episodi veri e propri, aggiungendo nel frattempo alcune scene e compiendo altre modifiche.
In Italia i mini-episodi sono andati in onda su Italia 1 dall'8 marzo al 14 giugno 1987, ogni domenica alle 19:00 durante la fascia preserale della rete dedicata ai cartoni animati; dal 14 settembre gran parte degli episodi interi furono trasmessi sulla stessa emittente, inizialmente tre volte alla settimana e poi (dopo una pausa) soltanto alla domenica, fino al 5 giugno 1988 all'interno del contenitore Bim bum bam. Tuttavia, diversi episodi furono trasmessi alla rinfusa e vennero saltati gli ultimi della seconda stagione e gran parte della terza. La serie è stata poi replicata su Rete 4 nel 1989-1990 all'interno di Ciao ciao, aggiungendo gli episodi mancanti, e poi di nuovo su Italia 1 nel 1992, 1996 e 1999. Nelle repliche, l'ordine degli episodi è più costante e più simile alla programmazione americana, seppur con lievi differenze. La serie è stata nuovamente replicata su Cooltoon nel 2008.

### Prima stagione
| Nº | Titolo originale                                                    | Titolo italiano                                                                           | Prima TV USA                         | Prima TV Italia              |
| -- | ------------------------------------------------------------------- | ----------------------------------------------------------------------------------------- | ------------------------------------ | ---------------------------- |
| 1  | The Beginning (Segments: The Beginning, The Challenge, Fire!)       | Gli inizi (Mini-episodi: Gli inizi, La sfida, L'incendio)                                 | 6-13-20 ottobre 1985                 | 8-15-22 marzo 1987           |
| 2  | Disaster (Segments: Nowhere To Go, The Mansion, The Yacht)          | Una nuova casa per Jerrica (Mini-episodi: Una nuova casa per Jerrica, La villa, Lo yacht) | 27 ottobre - 3-10 novembre 1985      | 29 marzo - 5-12 aprile 1987  |
| 3  | Kimber's Rebellion (Segments: The Video Clip, Defections, Zapped)   | Video Clip (Mini-episodi: Video Clip, Litigi, Sabotaggio)                                 | 17-24 novembre - 1º dicembre 1985    | 19-26 aprile - 3 maggio 1987 |
| 4  | Frame Up (Segments: The Sparks Fly, The Robbery, The Detective)     | Volano scintille (Mini-episodi: Volano scintille, La rapina, L'investigatore privato)     | 8-15-22 dicembre 1985                | 10-17-24 maggio 1987         |
| 5  | Battle of the Bands (Segments: Synergy, Prisoners, The Big Contest) | Synergy (Mini-episodi: Synergy, Prigioniere, La gara)                                     | 29 dicembre 1985 - 5-12 gennaio 1986 | 31 maggio - 7-14 giugno 1987 |
| 6  | Starbright, Part 1: Falling Star                                    | Una stella cadente                                                                        | 5 luglio 1986                        | 25 settembre 1987            |
| 7  | Starbright, Part 2: Colliding Stars                                 | Collisione tra stelle                                                                     | 12 luglio 1986                       | 28 settembre 1987            |
| 8  | Starbright, Part 3: Rising Star                                     | Astro nascente                                                                            | 19 luglio 1986                       | 30 settembre 1987            |
| 9  | The World Hunger Shindig                                            | Operazione fame nel mondo                                                                 | 26 luglio 1986                       | 5 ottobre 1987               |
| 10 | Adventure in China                                                  | Avventura in Cina                                                                         | 23 agosto 1986                       | 7 ottobre 1987               |
| 11 | Last Resorts                                                        | Vacanza in montagna                                                                       | 30 agosto 1986                       | 12 ottobre 1987              |
| 12 | In Stitches                                                         | La collezione di moda                                                                     | 6 settembre 1986                     | 14 ottobre 1987              |
| 13 | The Music Awards, Part 1                                            | Il gran premio di musica rock, Parte 1                                                    | 13 settembre 1986                    | 19 ottobre 1987              |
| 14 | The Music Awards, Part 2                                            | Il gran premio di musica rock, Parte 2                                                    | 20 settembre 1986                    | 21 ottobre 1987              |
| 15 | The Rock Fashion Book                                               | Il libro di moda rock                                                                     | 27 settembre 1986                    | 26 ottobre 1987              |
| 16 | Broadway Magic                                                      | Un segreto da 100.000 dollari                                                             | 4 ottobre 1986                       | 28 ottobre 1987              |
| 17 | In Search of the Stolen Album                                       | Caccia al tesoro                                                                          | 11 ottobre 1986                      | 20 settembre 1987            |
| 18 | Hot Time in Hawaii                                                  | Gara alle Hawaii                                                                          | 18 ottobre 1986                      | 27 settembre 1987            |
| 19 | The Princess and the Singer                                         | La principessa di Norvania                                                                | 1º novembre 1986                     | 4 ottobre 1987               |
| 20 | Island of Deception                                                 | L'isola                                                                                   | 8 novembre 1986                      | 11 ottobre 1987              |
| 21 | Old Meets New                                                       | Vecchio e nuovo                                                                           | 15 novembre 1986                     | 18 ottobre 1987              |
| 22 | Intrigue at the Indy 500                                            | La 500 miglia di Indianapolis                                                             | 1º febbraio 1987                     | 25 ottobre 1987              |
| 23 | The Jem Jam, Part 1                                                 | Jem Jam, Parte 1                                                                          | 8 febbraio 1987                      | 2 novembre 1987              |
| 24 | The Jem Jam, Part 2                                                 | Jem Jam, Parte 2                                                                          | 15 febbraio 1987                     | 4 novembre 1987              |
| 25 | Culture Clash                                                       | Arte moderna                                                                              | 22 febbraio 1987                     | 9 novembre 1987              |
| 26 | Glitter and Gold                                                    | Vittoria                                                                                  | 15 marzo 1987                        | 1 novembre 1987              |

### Seconda stagione
| Nº | Titolo originale                              | Titolo italiano            | Prima TV USA      | Prima TV Italia  |
| -- | --------------------------------------------- | -------------------------- | ----------------- | ---------------- |
| 27 | The Talent Search, Part 1                     | Nuovi elementi, Parte 1    | 21 settembre 1987 | 23 novembre 1987 |
| 28 | The Talent Search, Part 2                     | Nuovi elementi, Parte 2    | 22 settembre 1987 | 25 novembre 1987 |
| 29 | Scandal                                       | Scandalo                   | 23 settembre 1987 | 27 novembre 1987 |
| 30 | One Jem Too Many                              | Una Jem di troppo          | 24 settembre 1987 | 9 dicembre 1987  |
| 31 | The Bands Break Up                            | Kimber & Stormer           | 28 settembre 1987 | 2 dicembre 1987  |
| 32 | The Fan                                       | L'ammiratore               | 29 settembre 1987 | 6 marzo 1988     |
| 33 | Fathers' Day                                  | La festa del papà          | 1º ottobre 1987   | 11 dicembre 1987 |
| 34 | The Treasure Hunt                             | Caccia al tesoro           | 5 ottobre 1987    | 23 dicembre 1987 |
| 35 | Aztec Enchantment                             | Viva Messico               | 7 ottobre 1987    | 3 aprile 1988    |
| 36 | Music Is Magic                                | Musica e magia             | 14 ottobre 1987   | 14 dicembre 1987 |
| 37 | The Jazz Player                               | Il suonatore di Jazz       | 15 ottobre 1987   | 21 dicembre 1987 |
| 38 | Danse Time                                    | Amicizia e buona volontà   | 19 ottobre 1987   | 4 dicembre 1987  |
| 39 | Roxy Rumbles                                  | Roxy alla riscossa         | 20 ottobre 1987   | 27 marzo 1988    |
| 40 | Alone Again                                   | La storia di Laura         | 23 ottobre 1987   | 1 maggio 1988    |
| 41 | KJEM                                          | KJEM                       | 29 ottobre 1987   | 10 aprile 1988   |
| 42 | Trick or Techrat                              | La notte di Halloween      | 30 ottobre 1987   | 28 febbraio 1988 |
| 43 | The Presidential Dilemma                      | Un invito dal presidente   | 2 novembre 1987   | 30 novembre 1987 |
| 44 | Rock 'n' Roll Express                         | Una tournée in treno       | 3 novembre 1987   | 13 marzo 1988    |
| 45 | Mardi Gras                                    | Un carnevale a New Orleans | 4 novembre 1987   | 8 maggio 1988    |
| 46 | The Middle of Nowhere                         | Viaggio in Alaska          | 5 novembre 1987   | 20 marzo 1988    |
| 47 | Renaissance Woman                             | Lord Carfax                | 16 novembre 1987  | 24 aprile 1988   |
| 48 | Journey to Shangri-La                         | Verso Shangri-La           | 24 novembre 1987  | 7 dicembre 1987  |
| 49 | Journey through Time                          | Viaggio nel tempo          | 6 gennaio 1988    | 22 maggio 1988   |
| 50 | Britrock                                      | La famiglia di Jetta       | 7 gennaio 1988    | 5 giugno 1988    |
| 51 | Out of the Past                               | Echi dal passato           | 8 gennaio 1988    | 19 febbraio 1990 |
| 52 | Hollywood Jem, Part 1: For Your Consideration | Jem a Hollywood, Parte 1   | 11 gennaio 1988   | 20 febbraio 1990 |
| 53 | Hollywood Jem, Part 2: And the Winner Is…     | Jem a Hollywood, Parte 2   | 12 gennaio 1988   | 21 febbraio 1990 |

### Terza stagione
| Nº | Titolo originale                                        | Titolo italiano                     | Prima TV USA     | Prima TV Italia  |
| -- | ------------------------------------------------------- | ----------------------------------- | ---------------- | ---------------- |
| 54 | The Stingers Hit Town, Part 1                           | Gli Stingers alla ribalta, Parte 1  | 2 febbraio 1988  | 22 febbraio 1990 |
| 55 | The Stingers Hit Town, Part 2                           | Gli Stingers alla ribalta, Parte 2  | 3 febbraio 1988  | 23 febbraio 1990 |
| 56 | Video Wars                                              | Clash contro video                  | 4 febbraio 1988  | 17 aprile 1988   |
| 57 | Beauty and the Rock Promoter                            | La bella e la bestia                | 5 febbraio 1988  | 29 maggio 1988   |
| 58 | Homeland, Heartland                                     | Il paese di Danse                   | 8 febbraio 1988  | 15 maggio 1988   |
| 59 | Midsummer Night's Madness                               | Follie di una notte di mezza estate | 9 febbraio 1988  | 24 febbraio 1990 |
| 60 | The Day the Music Died                                  | Jem è scomparsa                     | 11 febbraio 1988 | 26 febbraio 1990 |
| 61 | That Old Houdini Magic                                  | Il ritorno di Houdini               | 15 febbraio 1988 | 27 febbraio 1990 |
| 62 | Straight from the Heart (a.k.a. Your 15 Minutes Are Up) | L'apparenza inganna                 | 17 febbraio 1988 | 28 febbraio 1990 |
| 63 | A Change of Heart                                       | Il troppo stroppia                  | 18 febbraio 1988 | 1 marzo 1990     |
| 64 | Riot's Hope                                             | La storia di Riot                   | 22 febbraio 1988 | 2 marzo 1990     |
| 65 | A Father Should Be…                                     | Cercasi papà                        | 2 maggio 1988    | 3 marzo 1990     |

## Colonna sonora
La sigla americana è intitolata semplicemente Jem theme ed è interpretata dalle voci delle protagoniste sotto il nome di "Jem and the Holograms". La sigla italiana invece è Jem, scritta Alessandra Valeri Manera con la musica di Ninni Carucci, ed è interpretata da Cristina D'Avena. Solo durante la prima TV, i 15 mini-episodi andarono in onda con la sigla americana.
In allegato con le bambole di Jem, delle Holograms e delle Misfits venivano date delle musicassette contenenti 3 brani ciascuna, relativi ai due gruppi. Le canzoni poi venivano anche inserite nel corso degli episodi, come fossero dei videoclip.

## Home video
Nel 1990 la Stardust editò quattro VHS coi titoli Jem - Avventura in Cina, Jem - Una calda estate alle Hawaii, Jem - Magia a Broadway e Jem - Il concerto Jem-Jam. Dal 29 settembre 2008, la MTC Medianetwork Communication per il mercato italiano delle edicole ha pubblicato in DVD due volumi contenenti i primi 10 episodi. A gennaio 2010, la CAYMERA ha ri-distribuito nelle edicole i volumi della MTC.
Negli Stati Uniti, la serie è stata pubblicata nel 2004 dalla Rhino Records; i due cofanetti includono i primi 45 episodi, mentre gli ultimi 20 sono rimasti inediti. Dall'11 ottobre 2011 la Shout! Factory ha pubblicato in DVD tutte le stagioni. La serie è stata pubblicata in DVD anche in Francia, ad opera della Declic, fatta eccezione per l'episodio 33 (La festa del papà), rimasto inedito. I tre cofanetti sono stati commercializzati dal gennaio al maggio del 2010.

## Film live action
Il 20 marzo 2014 è stato annunciato l'adattamento cinematografico in live action per la regia di Jon M. Chu. Le riprese sono cominciate nel mese di aprile dello stesso anno. Il 24 aprile si comunica che Aubrey Peeples è stata scelta per interpretare Jem, con Stefanie Scott nel ruolo di Kimber, Hayley Kiyoko nel ruolo di Aja, e Aurora Perrineau in quello di Shana. Il 29 aprile anche Ryan Guzman si unisce al cast nella parte di Rio. Il maggio seguente fanno il loro ingresso nel cast le note attrici Juliette Lewis e Molly Ringwald. L'uscita del film nelle sale statunitensi è avvenuta il 23 ottobre 2015, mentre in Italia il 23 giugno 2016.